# あんたが大将 オレさま烈伝
『あんたが大将 オレさま烈伝』（あんたがたいしょう オレさまれつでん）は、有野篤作のモータースポーツ漫画。
2003年から2006年にかけて『週刊オートスポーツ』（三栄書房）で月一回連載されていた（原則として「F REGENERATION 瑠璃」の休載時に掲載）。紙面リニューアルに伴い連載は一旦終了したが、2008年2月より短期集中連載の形で連載が復活した（第32回と第33回の2話のみ）。2006年までの連載分（第1回 - 第31回）は、2007年に「オレさま烈伝」の題名で単行本全3巻が刊行されている（→#書誌情報）。
内容は実在するF1ドライバーの伝記を面白おかしく脚色したもの。ただし、少々マニアックなネタや正確な情報も多い。

## 主な登場人物
コジママキ
モータースポーツ雑誌「嘔吐☆スポーチュ」の編集者で、年齢は20代半ば。毎回ウヒョーによるドタバタに巻き込まれる。連載当時のフジテレビF1中継（F1グランプリ）のバラエティ路線に反発する一人。作中ではうどん大食い勝負で優勝するなど意外な一面も。名前の由来はコジマエンジニアリングとマキから。
ウヒョー
自称「F1の妖精」。常にヘルメットを被り風呂敷を身にまとっており正体不明。あるとき突然マキちゃんの家に居候するようになり、事あるごとに超常現象を引き起こしては過去の有名F1ドライバーと出会うきっかけを作る。「元F1ドライバー」であり、ミカ・サロと元チームメイトだった。
ミカ・サロ
作中にちょくちょく登場する割に、肝心の本人に関する経歴はさっぱり語ってもらえないかわいそうな人。回によって電器屋を経営していたり、寿司職人をやっていたりと役どころが変わる。ウヒョーとは古い友人らしい。

## 登場ドライバーと登場方法
| 回※ | ドライバー                             | タイトル                                                                              | 掲載号                                       |        |
| 壱の巻 | 壱の巻                                 | 壱の巻                                                                                | 壱の巻                                       | 壱の巻 |
| --- | -------------------------------------- | ------------------------------------------------------------------------------------- | -------------------------------------------- | ------ |
| 1 | ナイジェル・マンセル                   | グランプリのワシ!の巻                                                                 | 2003年4/17号 (No.913)                        |        |
| ウヒョーの風呂敷の中にマキちゃんが包まれタイムスリップ。 |                                        |                                                                                       |                                              |        |
| 2 | アラン・プロスト                       | アラン・イヤ～ン伝説!の巻                                                             | 2003年5/29号 (No.918)                        |        |
| ウヒョーにスッカラカン波を照射され頭がスッカラカンになったマキちゃんがまたまたタイムスリップ。 |                                        |                                                                                       |                                              |        |
| 3 | マイケル・アンドレッティ               | 激走!! アンドレッティさんち!の巻                                                      | 2003年6/26号 (No.922)                        |        |
| 自宅でCS放送が見られないマキちゃんが近所のサロ家電でインディ500を見せてもらっていると、中継終了後突如謎の番組がスタート。                                                                              |                                        |                                                                                       |                                              |        |
| 4 | ネルソン・ピケ                         | 光速一代男!の巻                                                                       | 2003年7/24号 (No.926)                        |        |
| 海水浴に来たマキちゃんとウヒョー。オーバーヒートで倒れたウヒョーの体から怪しいガスが発生し時空がゆがんだと思ったら、そこから豪華クルーザーが登場する。                                                 |                                        |                                                                                       |                                              |        |
| 5 | デイモン・ヒル                         | ミスター0番!の巻                                                                      | 2003年8/28号 (No.930)                        |        |
| マキちゃんとウヒョーがビアガーデンで生ビールを飲んでいたら、実は生演奏のバンドがスペシャルゲストのデイモン・ヒルバンドだった。                                                                         |                                        |                                                                                       |                                              |        |
| 6 | ニキ・ラウダ                           | 走って燃えてまた走ってくすぶり続ける男ラウダ!!の巻!!!                                 | 2003年9/25号 (No.934)                        |        |
| マキちゃんが美容院でもらってきた無料チケットで東京遊覧飛行（航空会社は「浦田航空」）に行くと、パイロットがラウダだった。                                                                               |                                        |                                                                                       |                                              |        |
| 7 | ジャン・アレジ                         | 奇跡のアレジ蕎麦に全米が泣いた!の巻!!                                                 | 2003年11/6号 (No.940)                        |        |
| 「嘔吐☆スポーチュ」編集部のある戸越銀座商店街でウヒョーが蕎麦屋から食い逃げで逃げようとして通行人と衝突。その相手がアレジ。                                                                            |                                        |                                                                                       |                                              |        |
| 8 | ケケ・ロズベルグ                       | さすらいのレーサー ケケケのロズベルグの巻                                             | 2003年12/4号 (No.944)                        |        |
| アパートの裏庭で落ち葉そうじをしていて、集まった落ち葉で焼き芋を焼こうとしたところ、なぜかその落ち葉の中でロズベルグが寝ていた。                                                                       |                                        |                                                                                       |                                              |        |
| 9 | ロベルト・モレノ                       | オレさまでいいのか? モレノさんの巻                                                    | 2004年1/1&8号 (No.948)                       |        |
| ウヒョーが勝手に大画面テレビを購入したため、支払いのためにマッチ売りを始めたマキちゃん。試しにマッチを擦るとマッチの中からモレノが登場。                                                               |                                        |                                                                                       |                                              |        |
| 10 | エディ・アーバイン                     | ニッポンダイスキー! ロッポンギ最速ママチャリ伝説!の巻                                 | 2004年2/5号 (No.952)                         |        |
| ウヒョーがおつかいに出たところ、なぜか道端でバナナをたたき売りしている佐藤正幸（セルモ代表）と遭遇。そのバナナを食べた二人がお約束どおり皮ですべる。                                                   |                                        |                                                                                       |                                              |        |
| 11 | エマーソン・フィッティパルディ         | ウホッ! いいレーサー!の巻                                                             | 2004年3/4号 (No.956)                         |        |
| 家で暇をもてあましていた二人。ふと新聞の番組表を見ると、MHK教育してやるTVで「こんにちわブラジル F1レーサーの悲喜こもごも」という番組が。                                                               |                                        |                                                                                       |                                              |        |
| 弐の巻 |                                        |                                                                                       |                                              |        |
| 12 | アレッサンドロ・ナニーニ               | 菓子屋のボンボンがボ──ン!の巻                                                         | 2004年4/1号 (No.960)                         |        |
| F1中継に苦情を言いに行くべくお台場に乗り込んだ二人。しかしあっけなく追い返され地団駄を踏んでいると、そこに自らの店を視察に来ていたナニーニが通りかかる。                                               |                                        |                                                                                       |                                              |        |
| 13 | ジョン・サーティース                   | 2輪も4輪も世界一! 伝説のおじいさんは今日も山へひざ擦りに!の巻                         | 2004年4/28号 (No.964)                        |        |
| 峠にツーリングに来ていた二人の前に、MVアグスタに乗る謎の老人が登場。老人はマン島を走っていたという。                                                                                                   |                                        |                                                                                       |                                              |        |
| 14 | ゲルハルト・ベルガー                   | 眠れる獅子は時々起きる伝説!の巻                                                       | 2004年6/3号 (No.968)                         |        |
| 深夜に編集部で連載漫画の原稿待ちをしていたマキちゃんのところに「ベルガー急便」の配達員としてベルガー本人が登場。                                                                                       |                                        |                                                                                       |                                              |        |
| 15 | ミカ・ハッキネン                       | 泣き虫チャンピヨンの巻                                                                | 2004年8/5号 (No.977)                         |        |
| 珍しくウヒョーが寿司をおごってくれるというので、ミカ・サロの寿司屋に出向いた二人。そこに現れたのはハッキネン。                                                                                         |                                        |                                                                                       |                                              |        |
| 16 | ファン・マヌエル・ファンジオ           | 偉大なる先人を転がるように追え!!の巻                                                  | 2004年10/7号 (No.985)                        |        |
| ウヒョーがオークションで落札した古タイヤをマキちゃんにかぶせると、その古タイヤが記憶しているレースのイメージが脳内に流れ込む。それを見たミシュランのビバンダムが激怒。                                 |                                        |                                                                                       |                                              |        |
| 17 | ジョニー・ハーバート                   | ささやか!! ハーバート劇場!!の巻                                                       | 2004年11/4号 (No.989)                        |        |
| 台風でアパートの屋根（とついでにウヒョー）が飛ばされたマキちゃん。とりあえず部屋を片付けていると、片隅にあったハーバートのフィギュア人形が突然動き出す。                                               |                                        |                                                                                       |                                              |        |
| 18 | クレイ・レガツォーニ                   | いい旅 夢きのこの巻                                                                   | 2004年12/2号 (No.993)                        |        |
| 山にきのこ狩りに来た二人の前に、突然現れたレガツォーニ。早速三人できのこを食べると三人とも幻覚に襲われる。                                                                                             |                                        |                                                                                       |                                              |        |
| 19 | ジャッキー・スチュワート               | 年の瀬ファンタジー! 珍説★かさ地蔵はフライングスコットだった! マジで?の巻              | 2004年12/30&2005年1/6号 (No.997)             |        |
| 年越し資金を稼ぐため街頭でホイールキャップを売るウヒョー。帰り道に雪の積もった地蔵にホイールキャップを被せて帰ってきた。                                                                               |                                        |                                                                                       |                                              |        |
| 20 | リカルド・パトレーゼ                   | F1鉄道「転がる石」線 繁盛記の巻!                                                      | 2005年3/3号 (No.1005)                        |        |
| ウヒョーとマキちゃんがアパートでけんかしていると、下の階からうるさいと苦情が。苦情の主はパトレーゼ。                                                                                                   |                                        |                                                                                       |                                              |        |
| 21 | ジャック・ブラバム                     | ブラブラブラバムッ世界の中心で愛の豆伝説!の巻                                         | 2005年3/31号 (No.1009)                       |        |
| アパート裏の家庭菜園にウヒョーが持っていた豆を埋めたところ、次の日には巨大な木が生え、その豆のさやからジャック・ブラバムが（「ジャックと豆の木」ならぬ「ジャックが豆!の木」）。                        |                                        |                                                                                       |                                              |        |
| 参の巻 |                                        |                                                                                       |                                              |        |
| 22 | ジェームス・ハント                     | 飛び出せハント! 3D大激走!の巻                                                         | 2005年4/28号 (No.1013)                       |        |
| 恥丘博に来て「オレさま秘宝館」に入った二人。すると場内の3D映画でハントの映像が。 |                                        |                                                                                       |                                              |        |
| 23 | ティエリー・ブーツェン                 | ブーツェンの光と影と影と影と影と影と影と影と影と影と影と影と影と影と影と影と影と…の巻 | 2005年6/2号 (No.1017)                        |        |
| 話題のドラマ「エンヅン」を見ようと早くに帰宅したマキちゃん。しかしテレビをつけるとやっていたのはブーツェンの特番。                                                                                     |                                        |                                                                                       |                                              |        |
| 24 | ジョディー・シェクター                 | 百獣の王☆シェクター!の巻                                                              | 2005年6/30号 (No.1021)                       |        |
| 動物園にレッサーパンダを見に来た二人。すると遠くから、動物達にかつがれた御輿に乗る謎のおっさんが登場。                                                                                                 |                                        |                                                                                       |                                              |        |
| 25 | スターリング・モス                     | 無冠の帝王を剥け!の巻                                                                 | 2005年7/28号 (No.1025)                       |        |
| 香川県の山中で行われるスピードとうどんの祭典「グッド・ウッドん」に参加した二人。スペシャルゲストとしてモスが登場し、マキちゃんとうどん大食い対決をする。                                               |                                        |                                                                                       |                                              |        |
| 26 | アレッサンドロ・ザナルディ             | アレックスの人生ドーナッツターンイリュージョン!の巻                                   | 2005年9/1号 (No.1029)                        |        |
| お盆過ぎに海水浴に来た二人。時期的にクラゲが多くなる時期なのだが、なぜかそこにいたのはアメリカ近海に生息する「ターゲットクラゲ」。                                                                     |                                        |                                                                                       |                                              |        |
| 27 | アラン・ジョーンズ                     | アラジョンの3時のオヤツ劇場☆A1がええわぁ!!の巻                                        | 2005年10/6号 (No.1034)                       |        |
| 近所のスーパーに買物に行ったマキちゃん。するとカップ麺の試食コーナーでおかわりを要求し続ける謎の外人が。                                                                                               |                                        |                                                                                       |                                              |        |
| 28 | イヴァン・カペリ                       | カペリさんの思ひで蚤の市の巻                                                          | 2005年11/3号 (No.1038)                       |        |
| フリーマーケットでやたらとレイトンハウスのブルゾンを勧めてくる謎の外人と会ったマキちゃん。その外人がレイトンハウスのブルゾンを着ると急に後光が差す。                                                   |                                        |                                                                                       |                                              |        |
| 29 | ジム・クラーク                         | ネバーエンディングたんこぶストーリーの巻                                              | 2005年12/1号 (No.1042)                       |        |
| 編集部の書庫で、特集に使う井上隆智穂のフォトエッセイを探していたマキちゃん。すると本棚から次々と落ちてくる本に当たり、気を失うたびにジム・クラークの過去にさかのぼる。                                 |                                        |                                                                                       |                                              |        |
| 30 | ハインツ＝ハラルド・フレンツェン       | ドキ! フレンツェンだけの新春寒中水泳大会!の巻                                         | 2005年12/29号 (No.1046)                      |        |
| 真冬に近所の池で、赤の海パン一丁で寒中水泳をしている外人と遭遇したマキちゃんとウヒョー。 |                                        |                                                                                       |                                              |        |
| 31 | ヨッヘン・リント                       | アメージング・ボーリング・ピン・ストーリーの巻                                        | 2005年2/16&23号 (No.1052)                    |        |
| ウヒョーが「霊界交信できる」というので試しにやらせてみると、ボウリングのピンとハンディモップで作った人形からリントの霊が。                                                                             |                                        |                                                                                       |                                              |        |
| (単行本未収録) |                                        |                                                                                       |                                              |        |
| 32 33 | ミハエル・シューマッハ 上の巻 / 下の巻 | ギロリ! シューミーのガン見伝説☆                                                       | 2008年2/28号 (No.1147) 2008年3/6号 (No.1148) |        |
| 連載復活後第一作で初の前後編。海外レース取材のため成田に向かうべくタクシーを拾ったマキちゃんとウヒョーだったが、そのタクシーのドライバーはなぜか妙に顎が長い。                                         |                                        |                                                                                       |                                              |        |
| 34 | ファン・パブロ・モントーヤ             | 2009年モンちゃんの旅!の巻                                                             | 2009年2/5号 (No.1192)                        |        |
| 散歩中に謎のモノリスを見つけたマキちゃんとウヒョー。モノリスに触った猿がモントーヤに進化する。 |                                        |                                                                                       |                                              |        |
| 35 | ロニー・ピーターソン                   | ロニーのワクワク茶飲み話!の巻                                                         | 2010年2/4号 (No.1240)                        |        |
| オークションサイトでマーチ・711風ちゃぶ台を落札したウヒョー。部屋に置くとF1フェアリーのロニィが現れる。                                                                                                |                                        |                                                                                       |                                              |        |
| 36 | ジャック・ヴィルヌーヴ                 | ハラハラハラリ!! ジャックの自分探しはまだまだ続く!!の巻                               | 2010年9/23号 (No.1269)                       |        |
| 通販でCDを買ったマキちゃん、届いたのは注文していない「JACQUES VILLENEUVE」というミュージシャンのCDアルバム。CDの特典DVDはヴィルヌーヴのレース人生を語り出す。                                          |                                        |                                                                                       |                                              |        |
| 37 | デビッド・クルサード                   | アツアツ湯煙夢トリッパーの巻                                                          | 2011年1/27号 (No.1285)                       |        |
| 夜食にペヤングを食べようとしたマキちゃんとウヒョー。カップにお湯を注ぐと、出てきたのは四角い顔の人物。                                                                                                 |                                        |                                                                                       |                                              |        |
| - | ブルース・マクラーレン                 | ブルース・マクラーレンと南半球のゆかいな仲間達ものがたり                              | レーシングオン No.524                        |        |
| 酒を飲みつつ、古い『オートスポーチュ』誌を読んでいたマキちゃん。つまみと思って手に取ったキウイは鳥のキウイ。言葉を話す謎のキウイが取り出した古いテレビから、南半球のドライバーたちの映像が流れ始める。 |                                        |                                                                                       |                                              |        |

※ 本作品の回数表示の数字は大字で「其の弐拾壱」のように表記されている。

## 書誌情報

### 単行本
| 巻 | 書誌情報 | 収録回          |
| -- | --- | --------------- |
| 1  | 有野篤『オレさま烈伝 壱の巻』三栄書房、2007年3月10日。ASIN 477960172X。ISBN 978-4-7796-0172-9。ASB:ORE20070125。 | 第1回 - 第11回  |
| 2  | 有野篤『オレさま烈伝 弐の巻』三栄書房、2007年3月10日。ASIN 4779601738。ISBN 978-4-7796-0173-6。ASB:ORE20070126。 | 第12回 - 第21回 |
| 3  | 有野篤『オレさま烈伝 参の巻』三栄書房、2007年3月10日。ASIN 4779601746。ISBN 978-4-7796-0174-3。ASB:ORE20070127。 | 第22回 - 第31回 |

### 単行本未収録回
下記の回は単行本に収録されていない。
| 回     | 初出 |
| ------ | --- |
| 第32回 | 『オートスポーツ 2008年2/28号（No.1147）』三栄書房、2008年2月28日。ASB:AST20080228。                     |
| 第33回 | 『オートスポーツ 2008年3/6号（No.1148）』三栄書房、2008年3月6日。ASB:AST20080306。                       |
| 第34回 | 『オートスポーツ 2009年2/5号（No.1192）』三栄書房、2009年2月5日。ASB:AST20090205。                       |
| 第35回 | 『オートスポーツ 2010年2/4号（No.1240）』三栄書房、2010年1月28日。ASB:AST20100128。                      |
| 第36回 | 『オートスポーツ 2010年9/23号（No.1269）』三栄書房、2010年9月16日。ASB:AST20100916。                     |
| 第37回 | 『オートスポーツ 2011年1/27号（No.1285）』三栄書房、2011年1月20日。ASIN B004GI14FW。ASB:AST20110120。    |
| -      | 『レーシングオン No.524』三栄、2023年5月15日。ASIN B0BD44LMDP。ISBN 978-4-7796-4800-7。ASB:RON20230401。 |